# Spoorlijn Joué-lès-Tours - Châteauroux
De spoorlijn Joué-lès-Tours - Châteauroux is een Franse spoorlijn van Joué-lès-Tours naar Châteauroux. De lijn is 111,6 km lang en heeft als lijnnummer 594 000.

## Geschiedenis
De lijn werd in gedeeltes geopend door de Administration des chemins de fer de l'État, van Joué-lès-Tours naar Loches op 15 juli 1878, van Loches naar Châtillon-sur-Indre op 27 oktober 1879 en van Châtillon-sur-Indre - Châteauroux op 18 juli 1880. 
Het personenvervoer tussen Loches en Châteauroux werd opgeheven op 15 februari 1970, tegelijk met het goederenvervoer tussen Loches en Buzançais. Tussen 1991 en 2011 was er weer goederenvervoer tussen Loches en Buzançais, sindsdien is dit gedeelte van de lijn buiten gebruik.

## Treindiensten
De SNCF verzorgt het personenvervoer op dit traject met TER treinen.
| Serie      | Treinsoort | Route                    | Bijzonderheden |
| ---------- | ---------- | ------------------------ | -------------- |
| TER 860350 | TER (SNCF) | Tours – Cormery – Loches |                |

## Aansluitingen
In de volgende plaatsen is of was er een aansluiting op de volgende spoorlijnen:
Joué-les-Tours
RFN 525 000, spoorlijn tussen Les Sables-d'Olonne en Tours
Buzançais
RFN 600 000, spoorlijn tussen Salbris en Le Blanc
Châteauroux
RFN 590 000, spoorlijn tussen Les Aubrais-Orléans - Montauban-Ville-Bourbon
RFN 696 000, spoorlijn tussen Châteauroux en La Ville-Gozet